# IPad Air 2
El iPad Air 2 es la segunda generación de la familia iPad Air diseñado, desarrollado, y comercializado por Apple Inc., se anunció el 16 de octubre de 2014 junto con el iPad Mini 3, ambos lanzados a la venta el 22 de octubre de 2014. El iPad Air 2 es mucho más delgado, ligero y más rápido que su predecesor, el iPad Air, e incluye Touch ID, todo ello manteniendo las mismas dimensiones que su antecesor.
El iPad Air 2 dejó de comercializarse el 21 de marzo de 2017, y fue remplazado por el iPad (quinta generación), el cual se anunció ese mismo día en un lanzamiento secreto en la web de Apple, donde también presentaron el iPhone 7 y iPhone 7 Plus (Product Red) y la renovación de capacidades para el iPhone SE.

## Historia
El iPad Air 2 fue anunciado durante una conferencia el 16 de octubre de 2014. El iPad Air 2 comenzó su distribución el 22 de octubre de 2014. El eslogan del dispositivo era "El cambio está en tus manos". Con el lanzamiento del nuevo iPad Pro, el lema del dispositivo se cambió a Una potencia aplastante.

## Características

### Software
El iPad Air 2 se envía con el sistema operativo iOS 10 (anteriormente iOS 8, posteriormente con iOS 9) preinstalado e incluye una versión de Apple Pay con la funcionalidad NFC limitada. El sensor Touch ID incluido permite al usuario pagar artículos en tienda sin necesidad de indicar los detalles de la tarjeta del usuario.
iOS 10 viene con varias aplicaciones integradas, que son Cámara, Fotos, Mensajes, FaceTime, Correo, Música, Safari, Mapas, Siri, Calendario, iTunes Store, App Store, Notas, Contactos, iBooks, Casa, Recordatorios, Reloj, Videos, Photo Booth y Podcasts. La App Store, una plataforma digital para iOS, permite a los usuarios navegar y descargar apps desarrolladas por varios desarrolladores de la iTunes Store. Las aplicaciones adicionales creadas por Apple están disponibles para descarga gratuita, que son iMovie, GarageBand, iTunes U, Buscar mi iPhone, Buscar mis amigos, Apple Store, Tráileres, Remote, y las aplicaciones iWork (Pages, Keynote, y Numbers) .
Como todos los dispositivos iOS, el iPad Air 2 también puede sincronizar contenido y otros datos con un Mac o PC usando iTunes. Aunque la tableta no está diseñada para realizar llamadas telefónicas a través de una red móvil, puede realizar y recibir llamadas telefónicas a través de la conexión móvil de un iPhone, usando la función Continuidad de Apple (compatible con iOS 8 y versiones posteriores de iOS, y OS X Yosemite y versiones posteriores de macOS), o usando una aplicación VoIP, como Skype.
El 8 de junio de 2015, se anunció en la WWDC que el iPad Air 2 admitiría todas las nuevas funciones de iOS 9 cuando se publique en septiembre del mismo año.

### Hardware

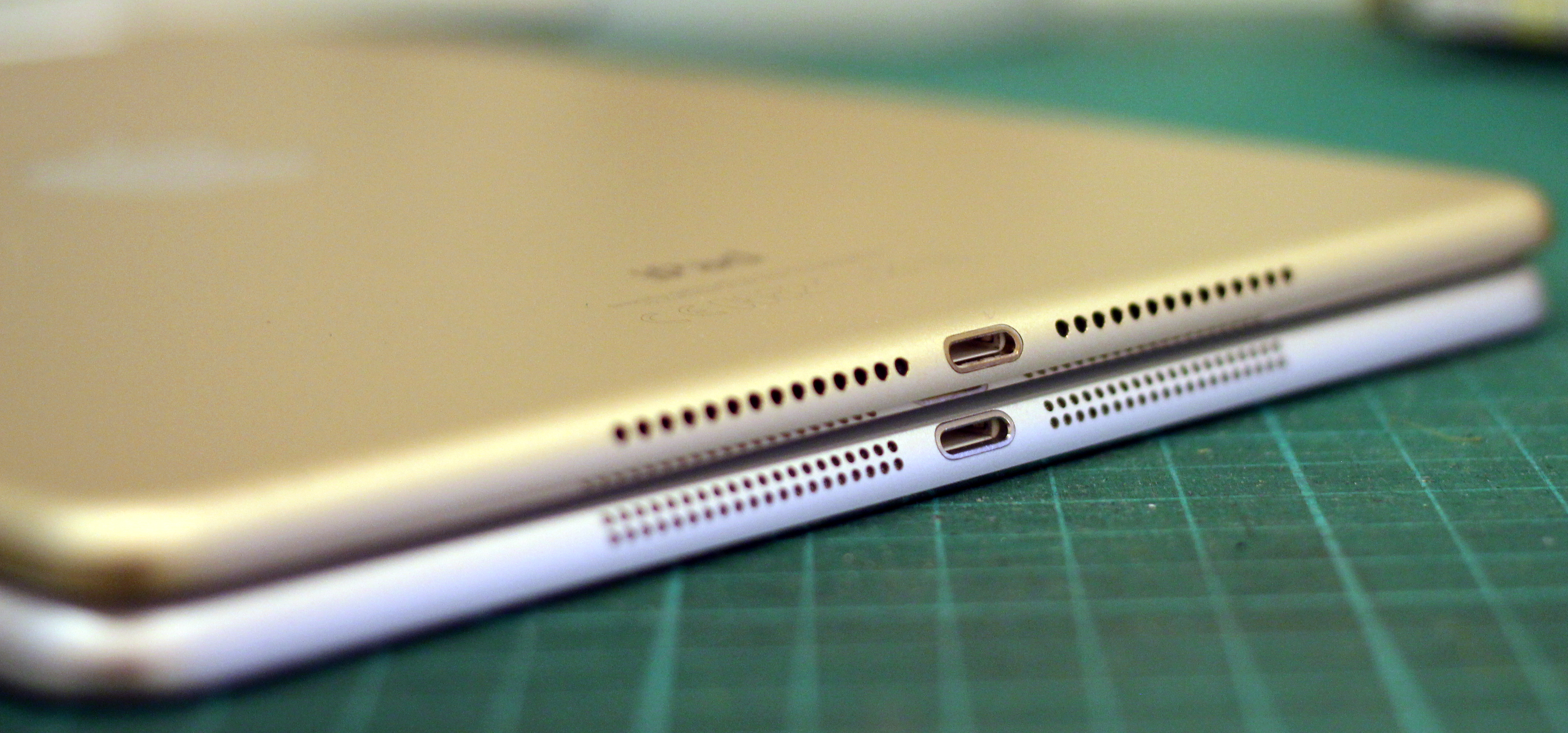
iPad Air 2 is 6.1mm compared to the iPad Air 7.5mm design

El iPad Air 2 posee un hardware similar al incluido tanto en el iPhone 6 como en iPhone 6 Plus. Un cambio importante respecto a su predecesor es su procesador, el Apple A8X, una variante del Apple A8 de 3 núcleos. El iPad Air 2 tiene 2 GB de RAM (lo que hace que el iPad Air 2 sea el primer dispositivo iOS en tener más de 1 GB de RAM) y su GPU PowerVR tiene 8 núcleos. También usa el coprocesador de movimiento Apple M8, que incorpora un barómetro y es la primera generación del iPad que hereda el sensor Touch ID de huella digital del iPhone. Además, en comparación con el iPad Air, incluye una cámara trasera mejorada de 8 megapíxeles (3264 × 2448) con 10 fps, modo de ráfaga y cámara lenta video a 120 fps, similar a las capacidades de la cámara del iPhone 5S. La cámara frontal FaceTime HD también se ha mejorado con una apertura mayor ƒ / 2.2, que permite un 81% más de luz en la imagen. Apple agregó una opción de color dorado a las opciones ya incluidas en la anterior generación (color plateado y gris espacial).
A diferencia de sus predecesores, el interruptor de bloqueo de silencio / orientación se ha eliminado. Para silenciar / bloquear el dispositivo, el usuario debe usar el Centro de control para acceder a estas funciones.
Tiene una batería un poco más pequeña en comparación con el iPad Air, pero mantiene la misma autonomía de 10 horas que sus predecesores. El iPad Air 2 está disponible en 16, 32, 64 o 128 GB de almacenamiento sin opción de expansión. Apple lanzó un "kit de conexión de cámara" con un lector de tarjeta SD, pero solo se puede usar para transferir fotos y videos al iPad.